# Три поросёнка

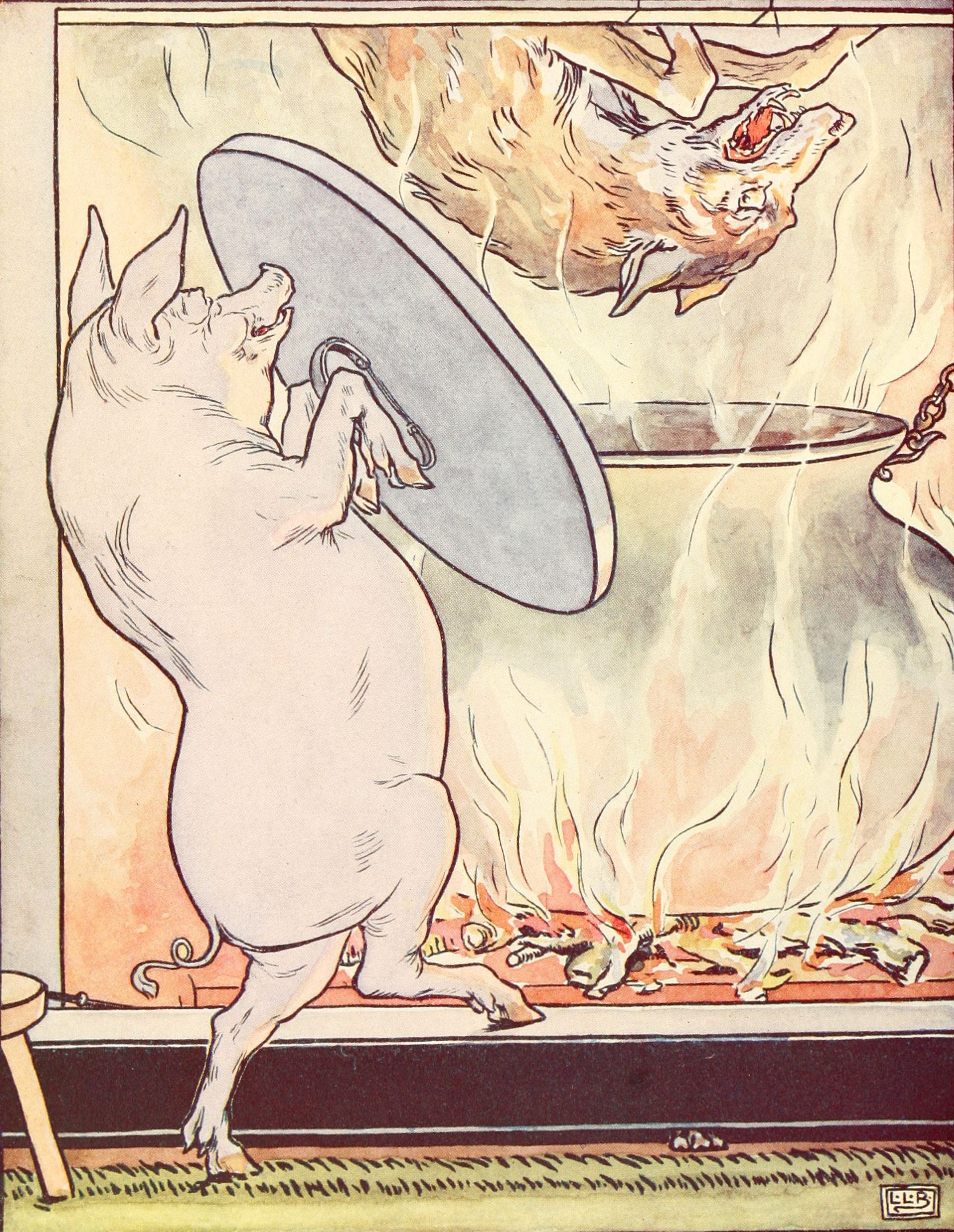
Волк падает через дымовую трубу в котелок к хитрому поросёнку. Иллюстрация 1905 года

«Три поросёнка» (англ. Three Little Pigs) — одна из самых популярных детских сказок.
Сюжет «Трёх поросят» восходит к английскому фольклору; литературные версии «Трёх поросят» известны с XIX века и входят, в частности, в книгу «Детские стишки и истории» («Nursery Rhymes and Nursery Tales»), изданную в Лондоне в 1890 году Джеймсом Холивеллом-Филлипсом.

## Сюжет

### Русскаяверсия
В отличие от своих беспечных младших братьев, старший поросёнок (в версии Михалкова имена поросят — Ниф-Ниф, Нуф-Нуф и Наф-Наф) обладает завидной предусмотрительностью. Не пожалев сил, он строит себе настоящий каменный дом (в то время как братья ограничились соломенной и деревянной хижиной). И когда злой коварный Волк, охочий до свежей свинины, без труда рушит жилища Ниф-Нифа и Нуф-Нуфа, именно дом Наф-Нафа становится надёжным строением для всех трёх поросят.
Поучительная часть народного повествования — о том, что трудолюбие и упорный, основательный труд окупаются, а леность и легкомысленная беззаботность создают проблемы — была сохранена, но искажена. Поросята, живущие в домах из соломы и дерева, не съедаются, как в оригинале, а могут спастись в каменном доме третьего поросёнка. И волк здесь не погибает, а просто ошпаривается.

## Три поросёнка в мультфильмах
Три поросёнка являются широко известными персонажами и используются во многих фильмах и мультфильмах.
У Диснея этому сюжету посвящён прославивший сказку мультфильм «Три поросёнка», сюжет его сплетён с «Красной Шапочкой». Песня из этого мультфильма «Кто боится большого плохого волка?» («Who’s Afraid of the Big Bad Wolf?») стала популярной в англоязычном мире, её цитировал в публичных речах Франклин Рузвельт и она обыгрывалась в литературе (например, пьеса «Кто боится Вирджинии Вулф?» Э. Олби, 1962).
К теме трёх поросят неоднократно обращался другой мультипликатор, Тэкс Эвери: так, мультфильм «Blitz Wolf» времён Второй мировой войны использует волка для карикатурного изображения Адольфа Гитлера, два беззаботных поросёнка представляют страны, заключившие с ним пакт о ненападении, и лишь третий поросёнок (сержант Свин), подозревая подвох, готовится к войне.

Тэкс Эвери создал и другие пародии: «One Ham’s Family» — продолжение истории о трёх поросятах, «The Three Little Pups» — «Три маленьких щенка».

## Переводы

Домики трёх поросят в Лианозовском парке Москвы

Автором популярной русской версии «Трёх поросят» является Сергей Михалков.
Популярным стал припев о волке из этой сказки:

− Нам не страшен серый волк,

Серый волк, серый волк!

Где ты ходишь, глупый волк,

Старый волк, страшный волк?

## Экранизации
- «Три поросёнка» (США, 1933 год)
- «Бим, Бам, Бом и волк» — (кукольный телеспектакль, СССР, 1974)
- «Солнышко на нитке» (кукольный мультфильм СССР, 1977) пародирует.
- «Третий поросёнок» («Байки из склепа», сезон 7, выпуск 13-й, 19 июля 1996 года)
- «Три поросёнка» (3Д-мультфильм, Россия, 2002)[2][3]
- «Расскажи мне сказку» — (Переосмысленная современная версия про «Трёх поросят», сериал, 2018 года)

## Переосмысления сюжета
- Пародийное и осовремененное изложение сюжета сказки содержится в стихотворном сборнике 1982 года «Revolting Rhymes» Роальда Даля.